# Grabowski
Nick Grabowski a Macskafogó című animációs film főszereplője, valamint a Macskafogó 2. – A sátán macskája című animációs film egyik jelentős szereplője.
A Miki egér időszámítása szerinti nyolcvanadik évben az X bolygó egereit pusztulás fenyegeti. A jól szervezett, könnyű- és nehéz fegyverzettel felszerelt gonosz macskabandák célja az egerek teljes kiirtása, nem törődve az egerek és macskák közötti régi konvencióval. Ám az utolsó pillanatban, amikor az egérvezérek már fontolóra veszik a menekülést, új remény támad...
A film több híres játékfilm, elsősorban a James Bond-filmek paródiája. Egy különleges egérügynök története ez az egészestés rajzfilm, akit Pokyo városába küldenek, hogy megszerezze egy olyan gép titkos terveit, amely megmentheti az egértársadalmat.
Természetesen a macskák nem akarják, hogy ez megtörténjen, és patkánygengsztereket küldenek Grabowskit megállítani, de Grabowski megállíthatatlan.
Mint a mesékben általában: végül győz az igazság.